# Kedungsoko (Plumpang)
Kedungsoko is een bestuurslaag in het regentschap Tuban van de provincie Oost-Java, Indonesië. Kedungsoko telt 4423 inwoners (volkstelling 2010).